# Luo Xiaojuan (esgrimidora)
Luo Xiaojuan (en chino: 骆晓娟; Changzhou, 12 de junio de 1984) es una deportista china que compitió en esgrima, especialista en la modalidad de espada.
Participó en los Juegos Olímpicos de Londres 2012, obteniendo una medalla de oro en la prueba por equipos (junto con Li Na, Sun Yujie y Xu Anqi) y el 17.º lugar en la prueba individual.
Ganó cinco medallas en el Campeonato Mundial de Esgrima entre los años 2002 y 2013.

## Palmarés internacional
| Juegos Olímpicos   | Juegos Olímpicos      | Juegos Olímpicos  | Juegos Olímpicos   |
| Año                | Lugar                 | Medalla           | Prueba             |
| ------------------ | --------------------- | ----------------- | ------------------ |
| 2012               | Londres (Reino Unido) | Medalla de oro    | Espada por equipos |
| Campeonato Mundial |                       |                   |                    |
| Año                | Lugar                 | Medalla           | Prueba             |
| 2002               | Lisboa (Portugal)     | Medalla de bronce | Espada por equipos |
| 2006               | Turín (Italia)        | Medalla de oro    | Espada por equipos |
| 2008               | Pekín (China)         | Medalla de plata  | Espada por equipos |
| 2011               | Catania (Italia)      | Medalla de plata  | Espada por equipos |
| 2013               | Budapest (Hungría)    | Medalla de plata  | Espada por equipos |